# Carlos De Ávila
Carlos De Ávila, vollständiger Name Carlos Alberto De Ávila, (* 23. Dezember 1954) ist ein ehemaliger uruguayischer Fußballspieler.

## Karriere
Defensivakteur Carlos De Ávila gehörte zu Beginn seiner Karriere 1975 dem Kader des Erstligisten Club Atlético Defensor an. Von 1979 bis 1982 spielte er für den Club Atlético Progreso, mit dem er 1979 aus der Segunda División aufstieg. 1983 stand er in Venezuela bei Deportivo Lara unter Vertrag. Es folgte 1984 ein Engagement beim ebenfalls in der Primera División antretenden Portuguesa FC. In den Jahren 1986 und 1987 wirkte er als Spieler beim seinerzeit in der zweithöchsten uruguayischen Spielklasse befindlichen Liverpool Montevideo, mit dem er 1987 unter Trainer Julio César Antúnez in die Primera División aufstieg und dabei beim entscheidenden 3:1-Sieg über Racing auf dem Platz stand.